# 陳維冠
陳維冠（1960年1月16日—），香港電視製作人，1984年曾加入亞洲電視，1990年則轉投無綫電視。現為無綫電視監製兼戲劇組製作部經理。

## 歷年職務
無綫電視時期（1990年至今）
- （1990年-2011年）電視劇助理編導、編導、演員
- （2011年至今）晉升為電視劇集戲劇組製作部監製
- （2015年至今）晉升為幕後人員戲劇組製作部經理
- （2022年至今）晉升為高級經理（戲劇分部）

## 簡歷
陳維冠早年畢業於聖若瑟英文小學。獲其後未入行前才曾在開始分別涉足過舞台劇或話劇組表演、監製兼電影導演、幕後、演藝人員、電視或電影圈、影視界、戲曲、粵劇、武術指導教練、武打片、功夫片、動作片以及股票行工作後，也曾經任職社工，九十年代中後期離開社工界，之後加入電視台工作。
1984年，陳維冠加入香港亞洲電視，曾擔任旗下演員，至1990年代中期被李添勝邀請，而且轉投到無綫電視。
1990年，陳維冠轉至香港無線電視，並現今退居幕後，後擔任助理編導或以及1995年再升編導，後於1990至2000年代後期再次轉職到戲劇組幕後人員以及晉升了成為編導，除幕後工作外亦曾於電視劇及電影中客串演出。
2011年，唐基明離職後，陳維冠因無綫電視出現了挖角潮，而獲得從編導晉升為監製機會，首部監製的劇集是《怒火街頭2》。
其作品很重視參與演員每次都為角色建立獨有的面貌，跳出過往既定形象。角色於劇內的背景和外表形象亦時常大相逕庭，藉此撞出不同的火花和磨煉演員的演技。早年作品曾因想投入的原素過多和情節誇張而褒貶不一，惟準確處理大型場面的能力使之成為年度獎項的座上客。
2013年，陳維冠與歐冠英監製的重頭劇《衝上雲霄2》不但成為該年的收視冠軍，更在《萬千星輝頒獎典禮2013》奪得「最佳劇集」。
2014年，陳維冠與曾志偉監製的重頭劇《女人俱樂部》。
2017年，陳維冠獲得監製之劇集的《誇世代》是一部製作費逾5000萬港元的50集大製作，更是該年台慶劇之一。最後，此劇在《萬千星輝頒獎典禮2017》奪得「最佳劇集」，也是陳維冠監制的劇集在相隔4年后再度奪得該獎。
2021年，陳維冠監製的劇集《七公主》於《萬千星輝頒獎典禮2021》獲頒「最佳劇集」，即陳維冠再次於4年後奪得該獎。

## 影視
- 陳維冠影視作品列表

## 外部連結
- 招職 2007年9月11日：電視台編導必須熱愛拍攝工作 （页面存档备份，存于） （页面存档备份，存于）